# Партія Зелених (Португалія)
Партія Зелених Португалії (порт. Partido Ecologista "Os Verdes", PEV) — політична партія Португалії, займає ліву позицію, характеризуючись ідеологічною течією екосоціалізмом.
Партію було засновано у 1982 році, хоча її початкова назва була Португальський Екологічний — Партія Зелених (порт. Рух Movimento Ecologista Português - Partido "Os Verdes").
Нині має 2 місця у парламенті (при загальній кількості 230 депутатів). На законодавчих виборах, як правило, у списках проходить разом з комуністами, з якими утворює так звану Об'єднану демократичну коаліцію. Ця коаліція отримала 7,6 % голосів на законодавчих виборах у 2005 році.